# Football Club Baník Ostrava 1992-1993
Questa voce raccoglie le informazioni riguardanti il Football Club Baník Ostrava nelle competizioni ufficiali della stagione 1992-1993.

## Rosa
| N. |                      | Ruolo | Calciatore     |
| -- | -------------------- | ----- | -------------- |
|    | Rep. Ceca (bandiera) | P     | Tomás Bernády  |
|    | Rep. Ceca (bandiera) | P     | Ivo Schmucker  |
|    | Rep. Ceca (bandiera) | D     | Ivo Stas       |
|    | Rep. Ceca (bandiera) | D     | Pavel Kubánek  |
|    | Rep. Ceca (bandiera) | D     | Tomáš Řepka    |
|    | Rep. Ceca (bandiera) | D     | Petr Skarabela |
|    | Rep. Ceca (bandiera) | D     | Petr Veselý    |

| N. |                      | Ruolo | Calciatore     |
| -- | -------------------- | ----- | -------------- |
|    | Rep. Ceca (bandiera) | C     | Jiří Casko     |
|    | Rep. Ceca (bandiera) | C     | Martin Cisek   |
|    | Rep. Ceca (bandiera) | C     | Milan Duhan    |
|    | Rep. Ceca (bandiera) | C     | Tomáš Galásek  |
|    | Rep. Ceca (bandiera) | C     | Viliam Hýravý  |
|    | Rep. Ceca (bandiera) | C     | Radek Slončík  |
|    | Rep. Ceca (bandiera) | A     | Marek Poštulka |